# Antonio Moretti
Antonio Moretti (Rimini, 3 giugno 1902 – Modena, 15 aprile 1985) è stato un allenatore di calcio e calciatore italiano, di ruolo attaccante.

## Carriera

### Giocatore
Giocò in Serie A con il Modena ed il Brescia ed in Divisione Nazionale con varie altre squadre.
Detiene il record di segnature in un'unica gara in Serie B, con 8 reti realizzate nella partita Catanzarese-Cagliari (10-0) del 4 marzo 1934.
Vince il campionato di Serie B 1930-1931 con la Fiorentina.

### Allenatore
Ha allenato in più periodi il Carpi, per complessivi dieci anni di permanenza sulla panchina biancorossa, oltre a Sambenedettese, Chieti e Forlì.

## Palmarès

### Giocatore

#### Competizioni nazionali
- Seconda Divisione: 1

Carpi: 1922-1923
- Campionato italiano di Serie B: 1

Fiorentina: 1930-1931
- Prima Divisione: 1

Catanzarese: 1932-1933

#### Competizioni regionali
- Prima Divisione: 1

Carpi: 1935-1936

### Allenatore

#### Competizioni regionali
- Prima Divisione: 1

Carpi: 1949-1950